# Pachytheca
Pachytheca ist eine Fossilgattung, die häufig als mögliche frühe Landpflanze diskutiert wird. Sie stammt aus dem oberen Silur bis mittleren Devon.
Die Exemplare sind mit 0,1 bis 0,6 Zentimeter Durchmesser eher klein. Sie sind kugelförmig und bestehen aus zwei unterschiedlichen Zonen. Die innere Zone, Medulla genannt, besteht aus dicht gedrängten, verflochtenen Röhren. Die äußere Zone, Rinde genannt, besteht aus radial angeordneten Röhren. Zwischen Rinde und Medulla befindet sich eine schmale Zone, in der die Röhren zwischen zufälliger und geordneter Anordnung wechseln. Bei manchen Exemplaren gibt es einen Kanal, der die Medulla mit dem Äußeren verbindet. 
Eine Interpretation von Pachytheca ist als Ausbreitungseinheit (Cystokarp) von Prototaxites. Es sind allerdings keine organisch verbundenen Funde bekannt. Eine weitere Interpretation sieht Pachytheca als Jugendform von Parka decipiens.

## Belege
- Thomas N. Taylor, Edith L. Taylor, Michael Krings: Paleobotany. The Biology and Evolution of Fossil Plants. Second Edition, Academic Press 2009, ISBN 978-0-12-373972-8. S. 183f.